# لیلین هگمن
لیلین مدلاین ویکتور همگن (زادهٔ ۱ ژوئیه ۱۹۵۴) استاد زبان‌شناس بلژیکی در دانشگاه گنت است .   او دکترای خود را در زبان‌شناسی انگلیسی در سال ۱۹۸۱ از دانشگاه گنت دریافت کرد و پس از آن کتاب‌ها و مقالات متعددی در مجلات نوشت. هگمن به دلیل کمک هایش به دستور زایشی انگلیسی، با کتاب مقدمه‌ای بر نظریهٔ‌ حاکمیت و مرجع‌گزینی (۱۹۹۱) به خوبی شناخته شده است. این کتاب به عنوان معتبرترین مقدمه در نظریهٔ اصول و پارامترهای دستور زایشی شناخته می‌شود.  هگمن همچنین به خاطر مشارکت‌هایش در نقشه‌نگاری نحوی از جمله آثاری در حوزهٔ زبان‌های ژرمنی،  نفی و گفتمان،  و بندهای قیدی تحقیقاتی ستودنی انجام داده است.   او که زبان مادری‌اش فلاندری غربی است، همچنین به مطالعهٔ تطبیقی زبان انگلیسی و فلاندری غربی از نظر موقعیت فاعل و ارتباط آن با ساخت جمله پرداخته است. 

## افتخارات
هگمن در سال ۱۹۸۲ به عضویت آکادمی سلطنتی علوم، ادبیات و هنرهای زیبای بلژیک (به هلندی: 'Koninklijke Academie voor Wetenschappen, Schone Kunsten en Letteren van België' ) درآمد و همچنین در سال ۱۹۹۵ عضو خارجی آکادمی فلاندری سلطنتی علوم و هنرهای بلژیک (KVAB) شد (به هلندی: Koninklijke Vlaamse Academie van België voor Wetenschappen en Kunsten). در طول دورهٔ تدریس خود در دانشگاه ژنو ، او همچنین در سال ۲۰۰۰ نشان "پروفسور افتخاری دریافت کرد.

## تدریس
هگمن بین سال‌های ۱۹۸۴ تا ۲۰۰۹ سمت‌های تدریس تمام‌وقت را با تمرکز بر حوزه‌های زبان انگلیسی و زبان‌شناسی عمومی، نظریهٔ نحوی، نحو تطبیقی، نحو تاریخی و نحو زبان‌های آلمانی بر عهده داشته است. علاوه بر موقعیت فعلی خود در دانشگاه گنت (۲۰۱۸)، او همچنین در دانشگاه ژنو (۱۹۸۴-۱۹۹۹) و دانشگاه شارل دوگل، لیل سه (۱۹۹۹-اکنون) تدریس کرده است. 

## انتشارات

### کتاب ها
- مقدمه ای بر نظریهٔ حاکمیت و مرجع‌گزینی. بلک ول، 1991. [۱۰]
- نحو نفی. انتشارات دانشگاه کمبریج، 1995. (شرکت کنندگان: SR Anderson، J. Bresnan، B. Comrie، W. Dressler، CJ Ewen، R. Huddleston).
- گرامر انگلیسی: دیدگاه مولد. وایلی، 1999. (نویسنده مشترک با ژاکلین گوئرون).
- نحوی اندیشیدن: راهنمای استدلال و تحلیل. وایلی، 2005.
- عبارت اسمی از منظر دستور زایشی. Mouton de Gruyter, 2007. (نویسنده مشترک با Artemis Alexiadou و Melita Stavrou).
- بندهای قیدی، پدیده‌های بند اصلی و ترکیب حاشیهٔ چپ: نقشه‌نگاری ساخت‌های نحوی، جلد 8. OUP ایالات متحده آمریکا، 2012.